# Fort Benton (Montana)
Fort Benton es una ciudad ubicada en el condado de Chouteau en el estado estadounidense de Montana. En el Censo de 2010 tenía una población de 1464 habitantes y una densidad poblacional de 273,33 personas por km².

## Geografía
Fort Benton se encuentra ubicada en las coordenadas 47°49′43″N 110°39′21″O / 47.82861, -110.65583. Según la Oficina del Censo de los Estados Unidos, Fort Benton tiene una superficie total de 5.36 km², de la cual 5.36 km² corresponden a tierra firme y (0%) 0 km² es agua.

## Demografía
Según el censo de 2010, había 1464 personas residiendo en Fort Benton. La densidad de población era de 273,33 hab./km². De los 1464 habitantes, Fort Benton estaba compuesto por el 97.4% blancos, el 0.07% eran afroamericanos, el 0.48% eran amerindios, el 0.2% eran asiáticos, el 0% eran isleños del Pacífico, el 0.14% eran de otras razas y el 1.71% pertenecían a dos o más razas. Del total de la población el 0.61% eran hispanos o latinos de cualquier raza.